# 阿G探長
《神探加杰特》，又译“奇探加杰特”、“G型神探”、“NG大神探”，或是“神探萬事通”，是一部1983年9月10日播出第1季的卡通。影集由美國DiC Entertainment公司制作。後來在1995年出版第2季，總共86集(65+21)，後續在2015年新推出，並全面改為3D動畫。

## 迪士尼电影
迪士尼公司将该影集改编成了真人电影《阿G探長》（英文片名同样是 Inspector Gadget），1999年在美国上映。该片 DVD 已经分别由博伟、中录德加拉在台湾、大陆发行。后来于2003年，迪士尼又推出了录影带首映的电影《阿G探長2》（Inspector Gadget 2），该片 DVD 已经由博伟在台湾发行，中文版 VCD 在中國由中录德加拉发行。
2019年，迪士尼宣布将重启《阿G探長》，并将在Disney+上独家上线。